# Люка, Франсуа Эдуард Анатоль
Франсуа́ Эдуа́рд Анато́ль Люка́ (фр. François Édouard Anatole Lucas; 4 апреля 1842, Амьен — 3 октября 1891) — французский математик, профессор лицея Луи-ле-Гран в Париже; получил важные результаты в теории чисел, считается одним из создателей методов, позднее составивших теневое исчисление.
В 1878 году дал критерий для определения того, простым или составным является число Мерсенна {\displaystyle M_{p}=2^{p}-1} — тест Люка — Лемера. Применяя метод, Люка установил, что {\displaystyle M_{127}=2^{127}-1} — простое число. В течение 75 лет это число оставалось наибольшим простым числом, известным науке. Оно же позволило ему найти 12-е совершенное число. В том же году доказал утверждение об остатке от деления биномиальных коэффициентов на простые числа (теорема Люка).
Описал свойства последовательностей, удовлетворяющих однородным линейным рекуррентным уравнениям второго порядка, частным случаем которых являются числа Фибоначчи и сопряжённые им числа Люка. Весь класс последовательностей получил наименование последовательностей Люка.
Предложил ряд интересных задач, в том числе задачу об укладке пушечных ядер и головоломку «Ханойская башня».
Считал, что с помощью машин или каких-либо приспособлений сложение удобнее производить в двоичной системе, чем в десятичной.